# Scania CaRaPACE
Le Scania CaRaPACE (Camion Ravitailleur Pétrolier de l’Avant à Capacité Étendue) est un camion blindé, semi-remorque citerne, 8X6 Scania. Il est utilisé dans l'armée française par le SEO et est projeté pour la première fois au Mali dans le cadre de l'opération Barkhane en 2018. C'est le premier camion pétrolier français pouvant opérer en zone hostile.

## Histoire

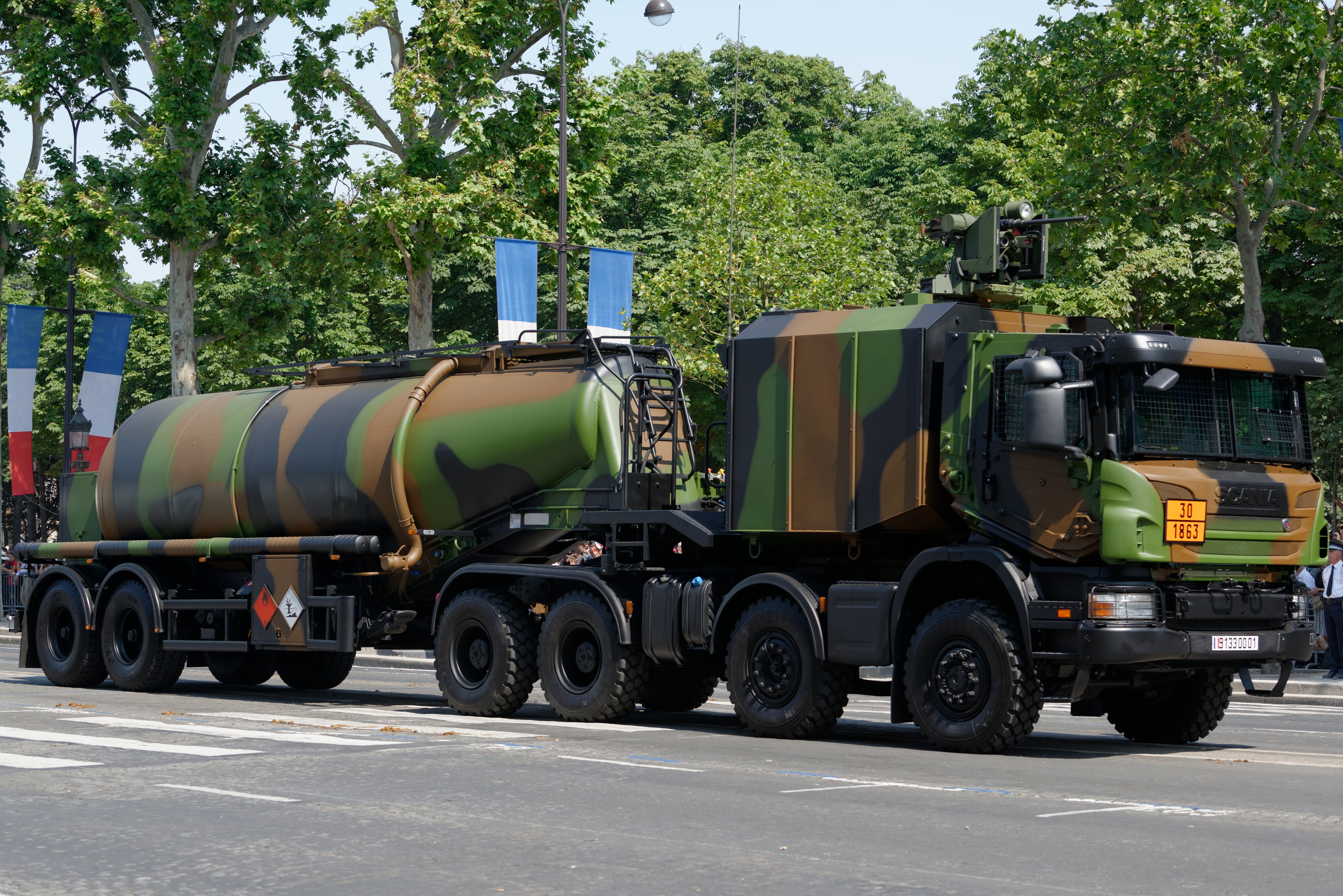
Première présentation du CaRaPACE au défilé du 14 juillet 2013

À partir de 2006, le service des essences des armées (SEA) décide que les futurs véhicules pétroliers opérationnels soient équipés de protections dès leur acquisition notamment à cause des retours d'expérience où ce besoin se faisait ressentir du fait de la vulnérabilité de ce type de véhicule, le CaRaPACE ne dérogera pas à cette décision.
Développé par les sociétés Scania, Maisonneuve et Essonne Sécurité, il est présenté pour la première fois par le SEA lors du défilé du 14 juillet 2013 puis lors de l'Eurosatory 2016 comme son futur camion-citerne. Commandé à 34 exemplaires, il a été conçu pour « franchir des terrains difficiles, s’intégrer dans le commandement opérationnel d’un convoi logistique en situation très hostile et participer à la surveillance et à la riposte armée quand cela est nécessaire ».

## Caractéristiques
Le tracteur Scania se compose d’un châssis 8×6 et d’une cabine blindée de niveau 2B.
Sa remorque est une citerne de 22 m3 mono-compartiment en acier inoxydable de Maisonneuve .
Le CaRaPACE a la spécificité de pouvoir assurer des missions de type FARP (point de ravitaillement munition et carburant dans la profondeur), particulièrement utile au soutien des forces spéciales. Il possède un tourelleau télé-opéré de 12,7 mm Kongsberg type RS4 sur la cabine, un système amovible de grille de protection contre les tirs de roquettes RPG7 et de brouilleurs anti-EEI.
Une amélioration faite au Carapace lui permet d'évoluer en terrain sablonneux dû à une procédure d’urgence opérationnelle [UO] de la Direction générale de l'Armement (DGA).

### Spécificités techniques[5]

#### Tracteur routier
- Châssis Scania 8 x 6, 440 Ch., Euro 5 (fabriqué à l’usine d’Angers).
- PV 17 t – PTAC 32 t – PTRA 44 t.
- Cabine/caisson blindée niveau 2B - Essonne sécurité (Rennes).
- Tourelleau 12,7 mm téléopéré Kongsberg type RS4[6].
- Intégration complète des systèmes de numérisation de l’espace de bataille.
- Système amovible de grille de protection contre les tirs de roquettes RPG-7.
- Pré-équipement pour l’installation de brouilleurs anti-engin explosif improvisé.

#### Semi-remorque citerne
- Citerne Maisonneuve (Cérences-Normandie) mono-compartiment de 22 m3 - acier inoxydable.
- Transport de carburant à usage terrestre et aéronautique.
- Distribution et ravitaillement avec débit de 24 m3/h.

## Utilisateurs
- France : Service des essences des armées.

## Engagements
- Le Carapace est déployé pour la première fois au Mali dans le cadre de l'opération Barkhane le 26 août 2018 au profit de la Task Force Sabre et de la force Barkane[7]. Un des camions a été endommagé par un engin explosif improvisé le 23 janvier 2020 à une dizaine de kilomètres à l’est de Tombouctou[8]. L'attaque faisant deux blessés est revendiquée par le Groupe de soutien à l'islam et aux musulmans[9]. La cellule du camion a permis de protéger les deux soldats français dont le pronostic vital n'est pas engagé[10].